# Lusoga
Lusoga är ett bantuspråk, som talas i Uganda. Det är sogafolkets modersmål, och talas av sammanlagt ungefär tre miljoner människor i Uganda. Det gör det till ett av Ugandas största språk, efter engelska, luganda och swahili.